# Eduard Ratnikov
Eduard Ratnikov (Pärnu, 13 settembre 1983) è un ex calciatore estone, di ruolo centrocampista.

## Biografia
Anche suo padre Sergei e suo fratello Daniil sono o sono stati calciatori.

## Carriera
Conta 11 presenze nella prima divisione bulgara in due stagioni complessive, 3 presenze nella prima divisione rumena e una presenza nella prima divisione kazaka, inoltre ha giocato nella prima divisione estone.
Ha disputato 19 partite in campo internazionale con Levadia Tallinn, TVMK Tallinn e Trans Narva.

## Palmarès

### Club

#### Competizioni nazionali
- Coppa di Estonia: 2

Levadia Tallinn: 2003-2004, 2004-2005
- Campionato estone: 1

Levadia Tallinn: 2004
- Supercoppa di Estonia: 1

Levadia Tallinn: 2010